# Eunice levibranchia
Eunice levibranchia är en ringmaskart som först beskrevs av Hoagland 1920.  Eunice levibranchia ingår i släktet Eunice och familjen Eunicidae. Inga underarter finns listade i Catalogue of Life.